# Museo della carta di Toscolano Maderno
Il Museo della carta di Toscolano Maderno è un polo culturale situato nella Valle delle Cartiere di Toscolano Maderno, sulla sponda occidentale del lago di Garda, all'interno del Parco Alto Garda Bresciano. Lo spazio espositivo è ricavato all'interno di un'antica cartiera del Quattrocento, chiamata "Maìna Inferiore".
Il museo è riconosciuto da Regione Lombardia come raccolta museale ed apre annualmente dal 15 marzo al 15 ottobre.
L'esposizione racconta la storia della produzione cartaria di Toscolano Maderno, un'attività tradizionale tra le più antiche d'Italia, iniziata con certezza nel 1381 ed ancora oggi presente nel territorio. Oltre alle attività didattiche, all'interno del museo collaborano anziani cartai che guidano il percorso e una start up volta a riprendere la produzione cartaria per salvaguardare la maestria artigiana locale.

## Storia
L'ultima fabbrica della valle ad interrompere la produzione, nel 1962, fu quella di Maina Inferiore.
Là dove, a sei secoli di distanza, si era interrotta la vicenda imprenditoriale del distretto cartario, il Comune di Toscolano Maderno (divenuto proprietario dell'intera valle nel 1993) ha progettato la rinascita del luogo, che oggi è considerato uno dei siti di archeologia industriale più importanti del Nord Italia.
Dopo aver sostenuto il gruppo dei lavoratori anziani della Cartiera di Toscolano, che nella vecchia portineria di Maina Inferiore avevano allestito un piccolo museo della carta, il Comune, con l’appoggio della Burgo Group e della Comunità Montana Parco Alto Garda Bresciano, si è fatto promotore del recupero architettonico dell’intero complesso monumentale, dando vita al «Centro di eccellenza e incubatoio d'impresa dedicato alla filiera carta-stampa». I lavori sono iniziati nell’aprile 2005 e terminati il 2 giugno 2007, giorno dell’inaugurazione.

## La cartiera di Maìna Inferiore
Maina è il nome che indica il tratto centrale della Valle delle Cartiere distinto nelle località di Maina Inferiore, di Mezzo e Superiore.
Il Museo della Carta è situato all’interno dell’antico polo cartario di Maina Inferiore, un complesso produttivo il cui nucleo più antico risale al XV-XVI secolo. Incisioni e immagini d’epoca ci mostrano la struttura dell’edificio così come doveva apparire tra il XVIII e il XIX secolo, con veneziane in legno per l’asciugatura dei fogli ai piani superiori. Importanti modifiche vennero apportate alla struttura nella seconda metà dell’Ottocento, rese necessarie dall’ammodernamento dell’impianto produttivo con l’attivazione di una macchina continua (la seconda nella Valle dopo quella introdotta nel 1875 nella cartiera di Maina Superiore). Alla fine del XIX secolo, fra le macchine installate si distinguevano 5 olandesi e una macchina continua, due caldaie a vapore e una dinamo. Ancora oggi il profilo della struttura è contraddistinto da una ciminiera alta 33 metri, costruita dopo il 1905, l’unica rimasta intatta tra le numerose che popolavano la Valle. La cartiera mantenne la sua attività fino al 1962 e con essa cessò la produzione di carta in Valle. La sua longevità ha permesso di raccogliere la memoria degli ex dipendenti in modo da poter ricostruire al suo interno le fasi produttive dell’antica fabbricazione della carta.

## Il percorso museale
Il percorso museale, situato all’interno dell’antica cartiera di Maina Inferiore, permette di ripercorre in ordine cronologico la storia della carta e della Valle delle Cartiere dalle origini sino a Novecento.
Il visitatore è accolto negli ambienti cinquecenteschi della cartiera, dove sono illustrate le diverse fasi del metodo antico di fabbricazione della carta.
La materia prima per la produzione della carta era costituita da stracci (di lino, canapa e cotone). Gli stracci, dopo essere stati accuratamente cerniti e sminuzzati, venivano messi a macerare in grandi vasche di pietra (alcune ancora visibili nel percorso museale) con acqua e calce viva. Successivamente gli stracci venivano ridotti a poltiglia grazie al lavoro dei magli di legno, mossi dalle ruote idrauliche. Con la poltiglia bianca così ottenuta il mastro cartaio produceva i fogli utilizzando un’apposita forma. I fogli venivano in seguito torchiati e messi ad asciugare su appositi stenditoi posizionati ai piani più alti della cartiera. Una volta asciutti i fogli venivano collati, per ottenere la giusta impermeabilità e infine lisciati.
Nella sezione dedicata ai reperti provenienti dagli scavi archeologici condotti nella Valle delle Cartiere, una postazione interattiva permette di rivivere la vita quotidiana in un'antica cartiera.
Nella sala dedicata agli stampatori Paganini, in esposizione anche rari e preziosi volumi stampati a Toscolano della prima metà del Cinquecento.